# Liste der Naturdenkmale in Niederwürschnitz
Die Liste der Naturdenkmale in Niederwürschnitz nennt die Naturdenkmale in Niederwürschnitz im sächsischen Erzgebirgskreis.

## Definition
„Naturdenkmäler sind rechtsverbindlich festgesetzte Einzelschöpfungen der Natur oder entsprechende Flächen bis zu fünf Hektar, deren besonderer Schutz erforderlich ist
1. aus wissenschaftlichen, naturgeschichtlichen oder landeskundlichen Gründen oder
2. wegen ihrer Seltenheit, Eigenart oder Schönheit.“

„§ 18 – Naturdenkmäler – (zu § 28 BNatSchG)
(1) Die Erklärung nach § 22 Abs. 1 BNatSchG von Teilen von Natur und Landschaft als Naturdenkmal erfolgt durch Rechtsverordnung oder Einzelanordnung.
(2) Über § 28 Abs. 1 BNatSchG hinaus können Naturdenkmäler zur Sicherung von Lebensgemeinschaften oder Lebensstätten von im Bestand gefährdeten oder streng geschützten Arten festgesetzt werden.“

## Liste
Link zu einem Kartenansichtstool, um Koordinaten zu setzen.
| Bild                          | Bezeichnung           | Lage                                                | Beschreibung         | Datum                                                 | Nummer     |
| ----------------------------- | --------------------- | --------------------------------------------------- | -------------------- | ----------------------------------------------------- | ---------- |
| mehr Fotos \| Fotos hochladen | Feuchtgebiet Ziegelei | Niederwürschnitz (50° 44′ 9,5″ N, 12° 45′ 57,8″ O)  | Fläche: ca. 46614 m² | Verordnung des Landratsamtes Stollberg vom 18.12.1996 | 364.23-181 |
| mehr Fotos \| Fotos hochladen | Pulverloch            | Niederwürschnitz (50° 44′ 8,4″ N, 12° 45′ 40,1″ O)  | Fläche: ca. 10956 m² | Verordnung des Landratsamtes Stollberg vom 18.12.1996 | 364.23-182 |
| mehr Fotos \| Fotos hochladen | Herrmannsruh          | Niederwürschnitz (50° 44′ 23,1″ N, 12° 45′ 42,9″ O) | Fläche: ca. 2077 m²  | Verordnung des Landratsamtes Stollberg vom 18.12.1996 | 364.23-183 |